# Grand Eyvia
Die Grand Eyvia ist ein 32 km langer Nebenfluss der Dora Baltea. Sie entsteht nach dem Zusammenfluss der Flüsse Urtier und Valnontey bei Crétaz, Cogne. Danach fließt er durch den Nationalpark Gran Paradiso und fließt an den Cogner Ortsteilen Épinel und Laval, und am Ortsteil Vieyes von Aymavilles vorbei. Nahe Aymavilles mündet die Grand Eyvia in die Dora Baltea. Während ihres Verlaufs durchquert sie unzugängliche Schluchten. Die Wasserqualität ist sauber. Die Grand Eyvia hat ein Einzugsgebiet von 257,84 km². 
Der Fluss wird von den Bächen  Torrent Valnontey, Torrent Urtier, Torrent du Grand Nomenon,  Torrent Ronc, Torrent Tradzo des Ors, Torrent de Grauson und  Torrent d'Arpisson gespeist.